# 岩倉街道

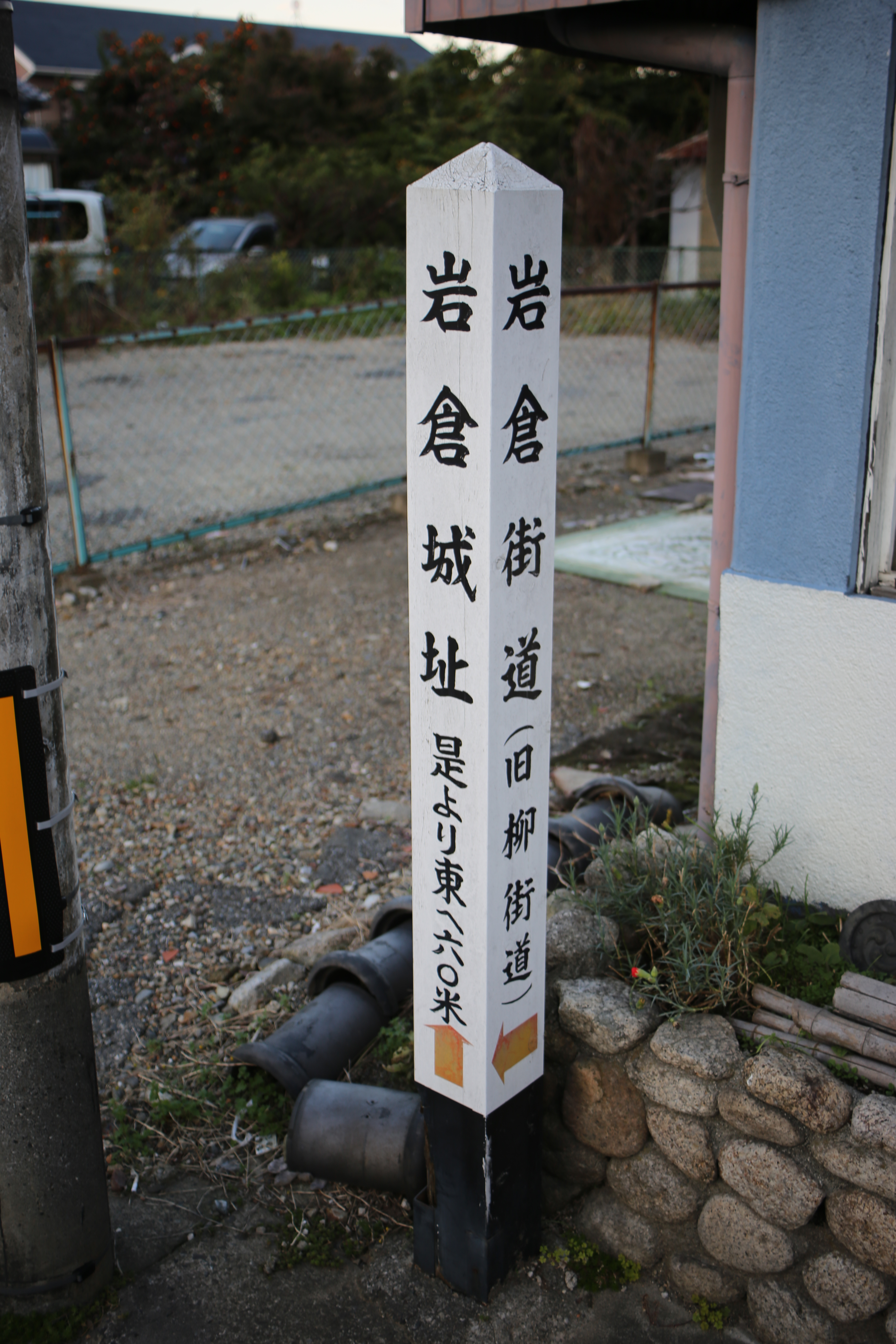
岩倉街道を示す道標

岩倉街道（いわくらかいどう）は、日本の街道。現在の愛知県清須市から犬山市までを結んでいた。

## 地理

### 地理概要
名古屋城下から岩倉へ通じる街道で、始点は枇杷島橋の西詰であるが、終点についてははっきりしていない。小田井・九之坪・石仏・小折などを経て犬山に至る。

### 通過自治体
愛知県
- 清須市 - 名古屋市西区 - 北名古屋市 - 岩倉市 - 一宮市 - 江南市 - 丹羽郡扶桑町 - 犬山市

## 道幅
街道の道幅は、1666年（寛文7年）の『九之坪平田寺文書』に「二間二尺」（西春町史）、江南市に残る同じ頃の地図にも「道幅二間二尺、柳大新道」とある。扶桑町では扶桑駅の西、高木の名鉄犬山線沿い、扶桑町立扶桑中学校の西から辻田交差点までのあたりが比較的昔のままの道幅で残っていると思われるが、二間二尺よりは狭かったようである。

## 歴史

### 近世
岩倉街道は1667年（寛文8年）にできたとされている（『尾張徇行記』）。しかし、部分的にはそれ以前から存在したと考えられる。
岩倉街道の需要は、尾張地方北部方面から枇杷島の青果市場に野菜を運搬する輸送路であることのほか、庄内川に唯一架橋されていた枇杷島橋と接続していたことにあったとされる。江南郷土史研究会の須賀弘之会長は「よく調べてみると各地の城跡を必ず通るので、この道が軍事的にも利用されたのでは」と推測している。扶桑においては、ほぼ中央部を南北に通り抜ける主要な道で、柳街道、犬山街道、九之坪街道などと呼ばれ、多くの人々に利用された。江戸時代にかなり整備されたようで、『尾張徇行記』にその記録がみられる。

### 近代
明治時代
明治時代に至ると、三等国道岩倉街道として小田井村から丹羽郡小折村に至る3里24町55尺（14キロメートル強）の区間が指定された。のち愛知県道に改められ、西春日井郡西枇杷島町を終点とし、国道17号線（当時）に合流する3里6町16間の道路となっている。
1886年（明治19年）8月には、かねてからの沿線住民の請願により、勝間田稔知事により街道の改良が命ぜられ、翌年12月に竣工を迎えている。この全長752間3尺（約1.37キロメートル）の改良工事により、距離は190間（約0.35キロメートル）短縮され、道幅は15尺となった。
大正時代
大正時代には、岩倉方面から枇杷島の青物市場に野菜を売りに来た人々がその日のうち豆腐屋、提灯屋、味噌たまり屋などの商店が立ち並びそこで日用品の多くを調達していた。また、大正頃にはその名称も県道布袋枇杷島線と改められた。

## 柳街道

### 概要
『大口町史』などによれば、岩倉街道のうち江南市小折町から丹羽郡扶桑町を経て犬山市出来町に至る街道は柳街道の別名があったという。『江南市史』などによると、柳街道は織田信長が1575年（天正3年）、信忠に命じて整備させたとされ、幅約4mの道沿いにヤナギの木約290本が植えられたことから名付けられたという。現在の愛知県道250号柏森停車場線─愛知県道159号外坪扶桑線─愛知県道64号一宮犬山線。

### 地理
『天保村絵図』や千田金作の調査から推測すると、犬山出来町から上野村を抜け、下野村から高木村に入り、桜木で用水の橋を渡りすぐ南へ折れて扶桑町立扶桑中学校の校庭を通り、なお南下し柏森辻田の交差点近くへ出て柏森の街並みを通り、江南市前野へと通じていた。下野村の『天保村絵図』には「岩倉街道」、犬山羽根村の図には「柳道」と記され、岩倉あたりでも、1801年（享和元年）の絵図に「柳街道」の名が書かれている。
『寛文村々覚書』柏森の項に「犬山街道九百間道作リ人足出ス」とあり、南山名、北山名、斎藤、高木、下野、羽根各村の項には、大山寺村と徳重村を結ぶ生田橋、木津用水の上野橋の修理に人足を出したと記されている。この道は尾張藩直営の重要道路なので、街道筋の村々から人足を出させたのである。

### 通過する自治体
- 愛知県
  - 江南市
  - 丹羽郡
    - 扶桑町

  - 犬山市

### 交差する道路
- 愛知県道194号斎藤羽黒線（柏森辻田交差点）
- 愛知県道192号草井羽黒線（高架）
- 文化の小径

### 沿線
- オークマ江南工場
- 柏森駅
- 柏森商店街
- 扶桑町立扶桑中学校
- 扶桑駅前郵便局
- 扶桑駅
- アクロスプラザ扶桑
- コメダ珈琲店扶桑伊勢帰店
- 酒ゃビック扶桑店
- メガネ赤札堂扶桑本店
- かつ雅扶桑店
- マクドナルド扶桑店
- ドトールコーヒー犬山店
- ほっともっと犬山上野店
- ワークマン犬山店
- フレスポ犬山

### 柳街道と柳
江南市前野町の吉田家に伝わる文書や絵地図には、同市力長町から扶桑町柏森に至る区間に二間二尺の道を整備し、156本の柳を植えたと記されている。『寛文村々覚書』羽根村に「所々野はずれニ有之、柳代銀出ス」と書かれ、他の村にも「柳代」の記述がある。これは街道の柳並木の手入れに出していた税である。
いつの時代まで柳並木が続いていたかは定かでなく、いつしか柳街道の柳は一本もなくなってしまった。2009年（平成21年）6月5日、柳の消失を惜しんだ江南郷土史研究会の会員10人が富士塚の碑の近くと同市力長町の若宮八幡宮に柳の木を植えた。植樹には生駒家末裔の生駒三郎も参加し、高さ約2mの柳の木を植えたほか、木のそばには柳街道のいわれを書いた木の柱も立てた。同会では「木を植える場所を見つけるのが大変だが、柳街道を後世に伝えるためにも植樹を続けたい」としている。
また、東京・銀座で有名な柳並木は、かつて尾張の柳だったという説がある。東京銀座四丁目付近は尾張藩が埋め立て、尾張町といわれた。江南市前野町から銀座に出た人が明治初期に柳を尾張から取り寄せて道路に植えたと伝わっている。

## 道程
当時の街道はまだ大部分が残っていて、現在でも辿ることができる。舗装はされているが、道の両側に旧家が立ち並び、人々が多く行き交う主要道路だった時代の面影を残す。

### 扶桑 - 江南
扶桑町柏森には道標がある。高さ60cmほどの石碑。街道の十字路「札の辻」にあったが、1970年（昭和45年）、道路の拡張に伴って400mほど北東の扶桑町立柏森小学校に移設された。2015年（平成27年）、跡地にあった公衆電話が撤去されることになり、3月下旬、元々立っていた札の辻に戻された。現在は柏森区で保存されている。

### 江南 - 一宮
扶桑町や大口町との境の江南市前野町地区には、地元の郷土史家が1999年（平成11年）に建てた「柳大道」の石碑がある。
南山町では、1548年（天正12年）に小牧・長久手の戦いで徳川家康が上って敵陣を視察したと伝わる高さ6.5mの古墳「富士塚」のすぐ横を通る。
富士塚から道は少し西にずれて、小折町には戦国時代からの豪族・生駒氏の拠点「生駒屋敷」跡がある。生駒氏の三代目・家宗の娘、吉乃を織田信長が見初めて側室とし、清洲城から通い詰めたとされる。吉乃は信忠、信雄、徳姫の三人を産んでいる。
小折本町には「右いぬやま　左一のみや」の道標がある。道はその付近から現在の県道と重なり、一宮市境へと続く。

## 道路の通称名の使用

### 柳街道（岩倉街道）
江南市では市南東部の市境近くを南北に走る愛知県道157号小口岩倉線で「柳街道（岩倉街道）」という道路の通称名を使用している。新しく作られた道路で柳街道とは少し位置がずれている。1997年（平成9年）に市が委員会を設置して市内の主要道路に愛称を付けた際、その歴史的な背景をもとに決められた。

## ギャラリー

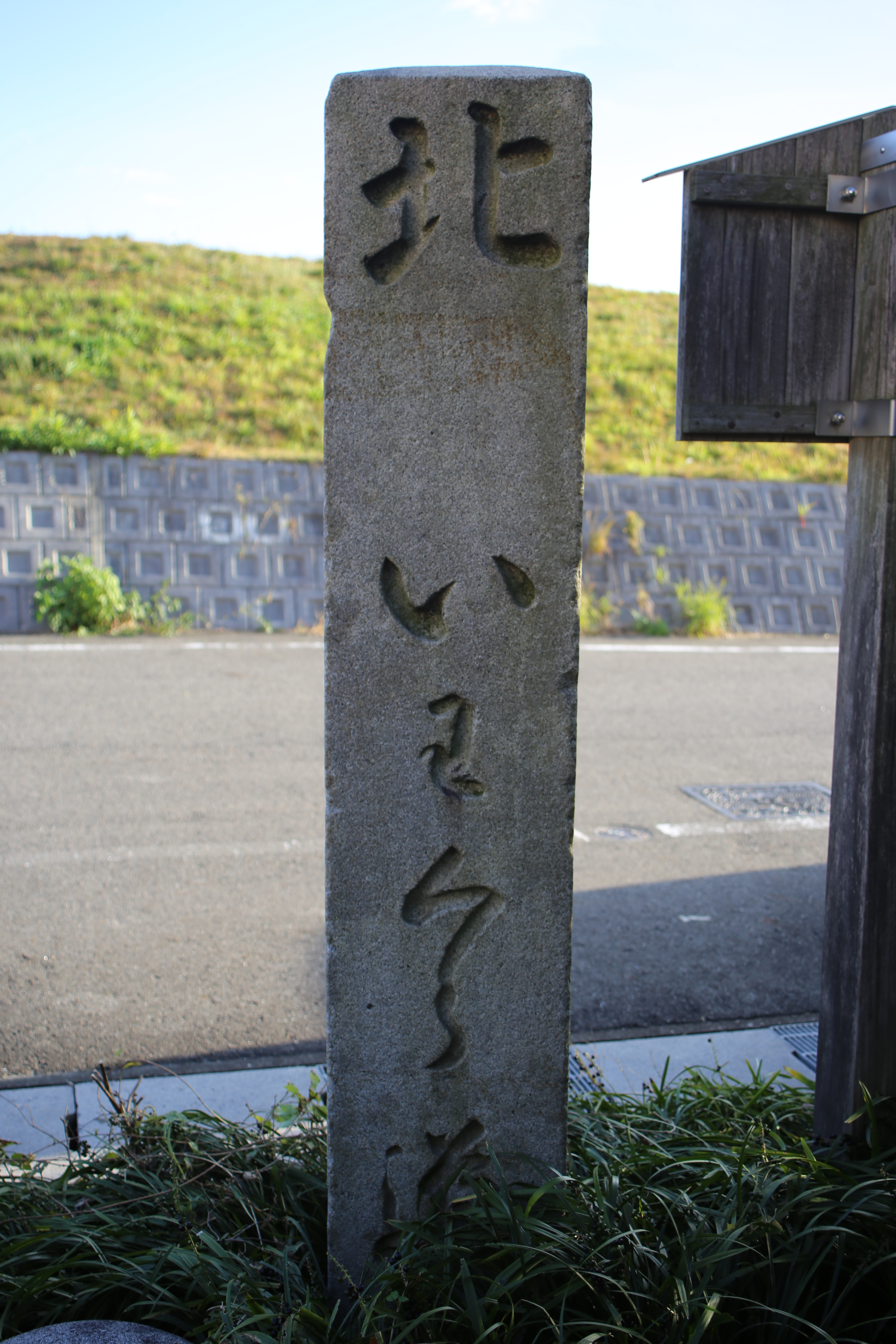
起点付近に設置された道標
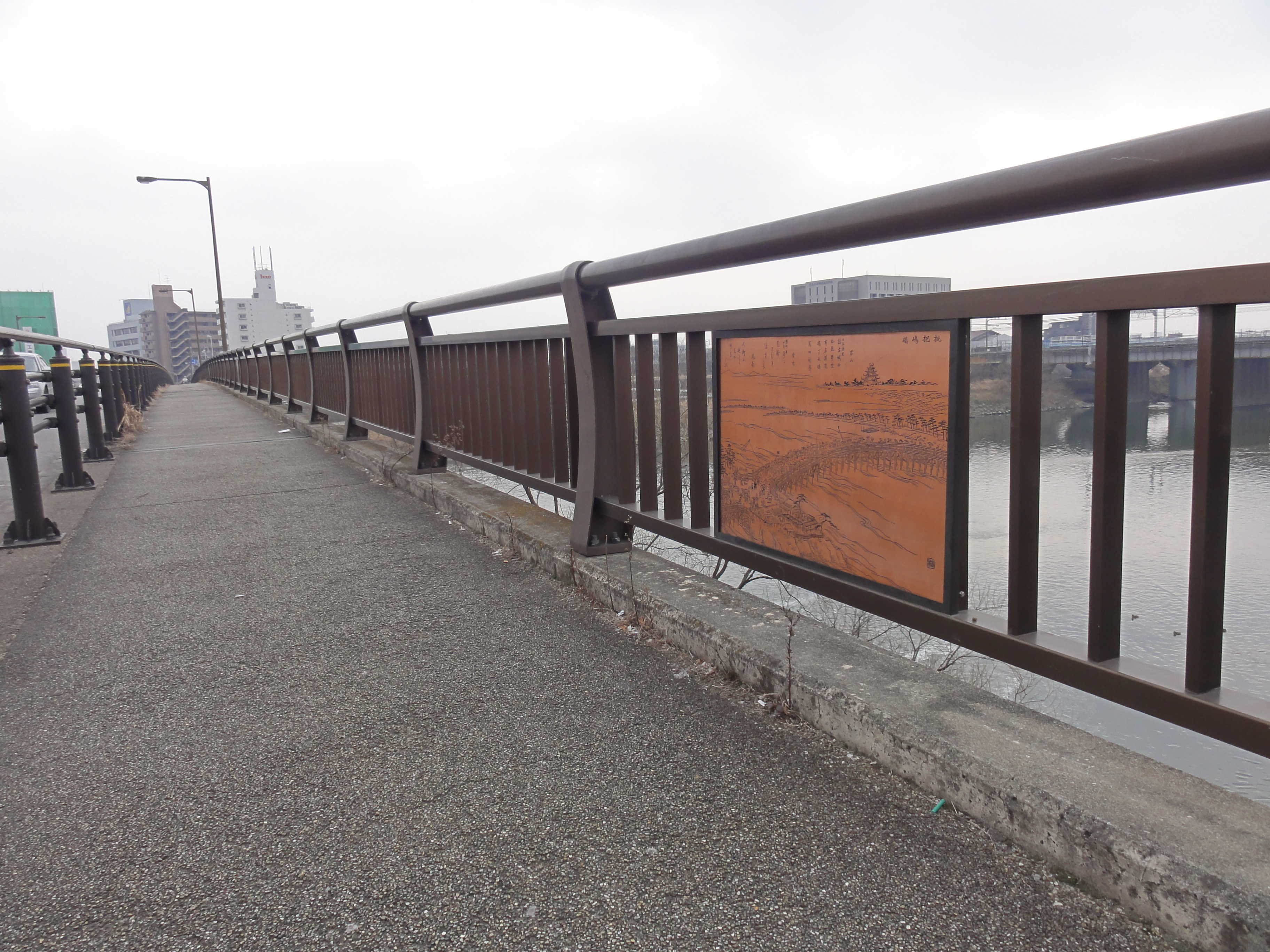
枇杷島橋
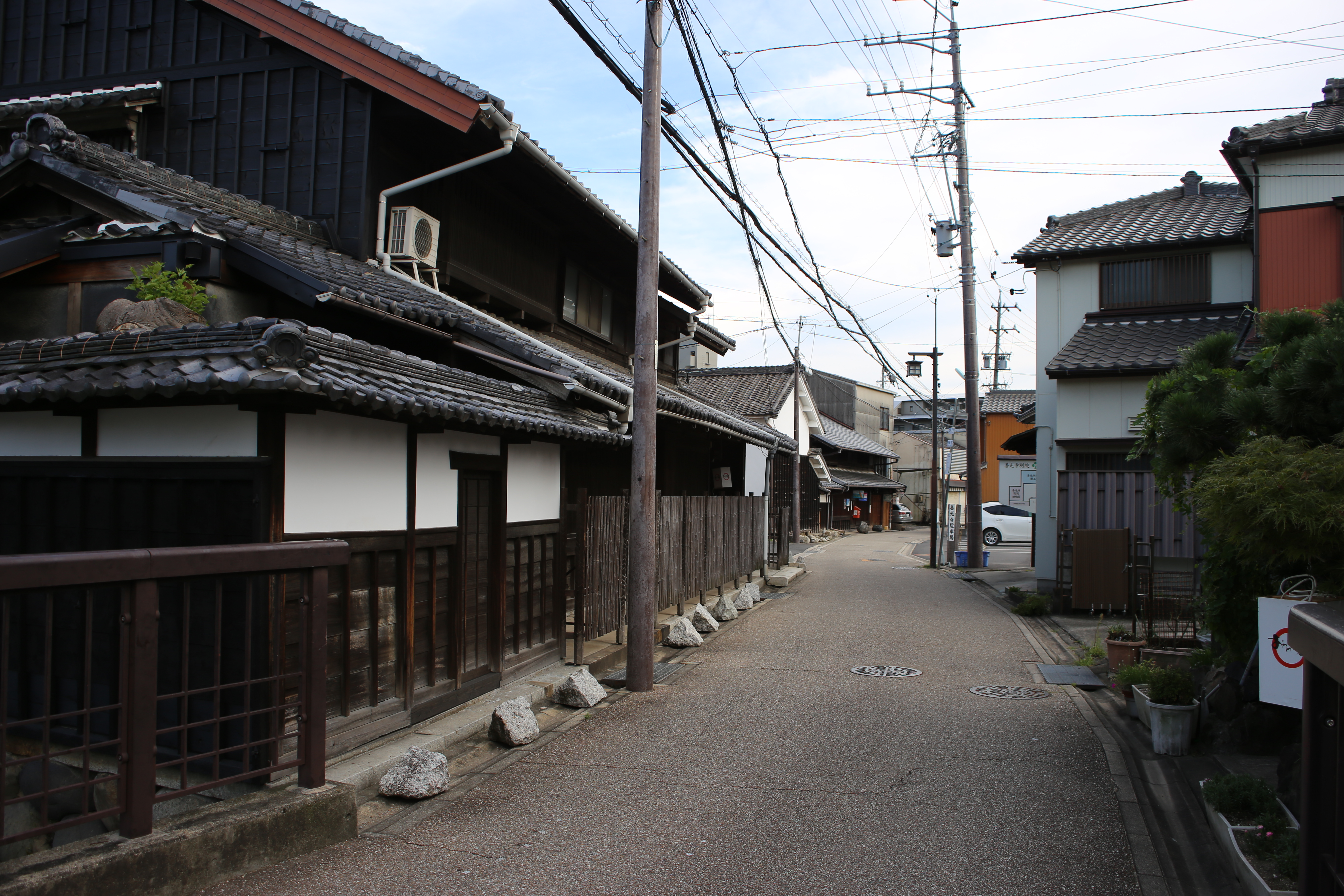
中小田井町並み保存地区
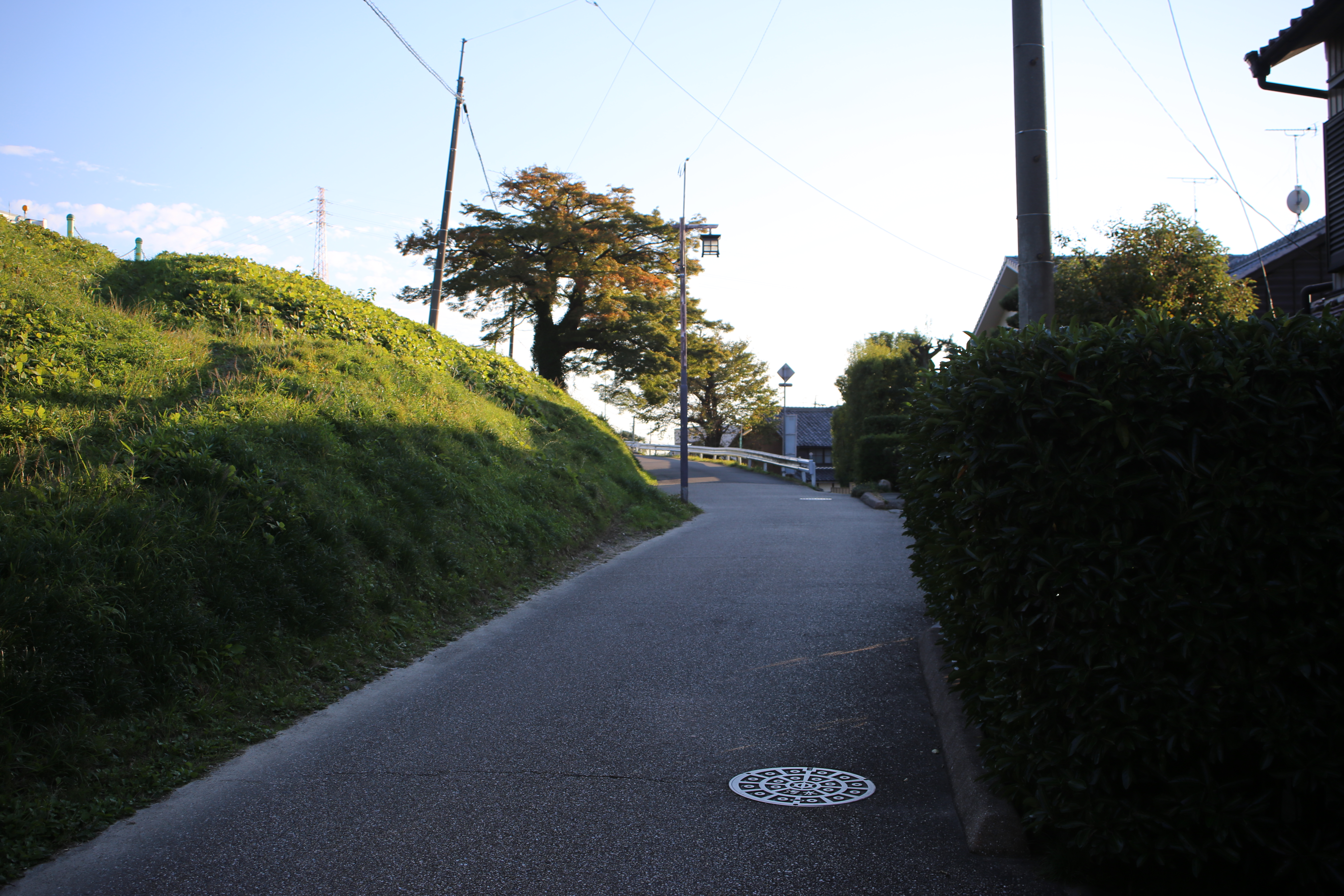
庄内川堤防への坂
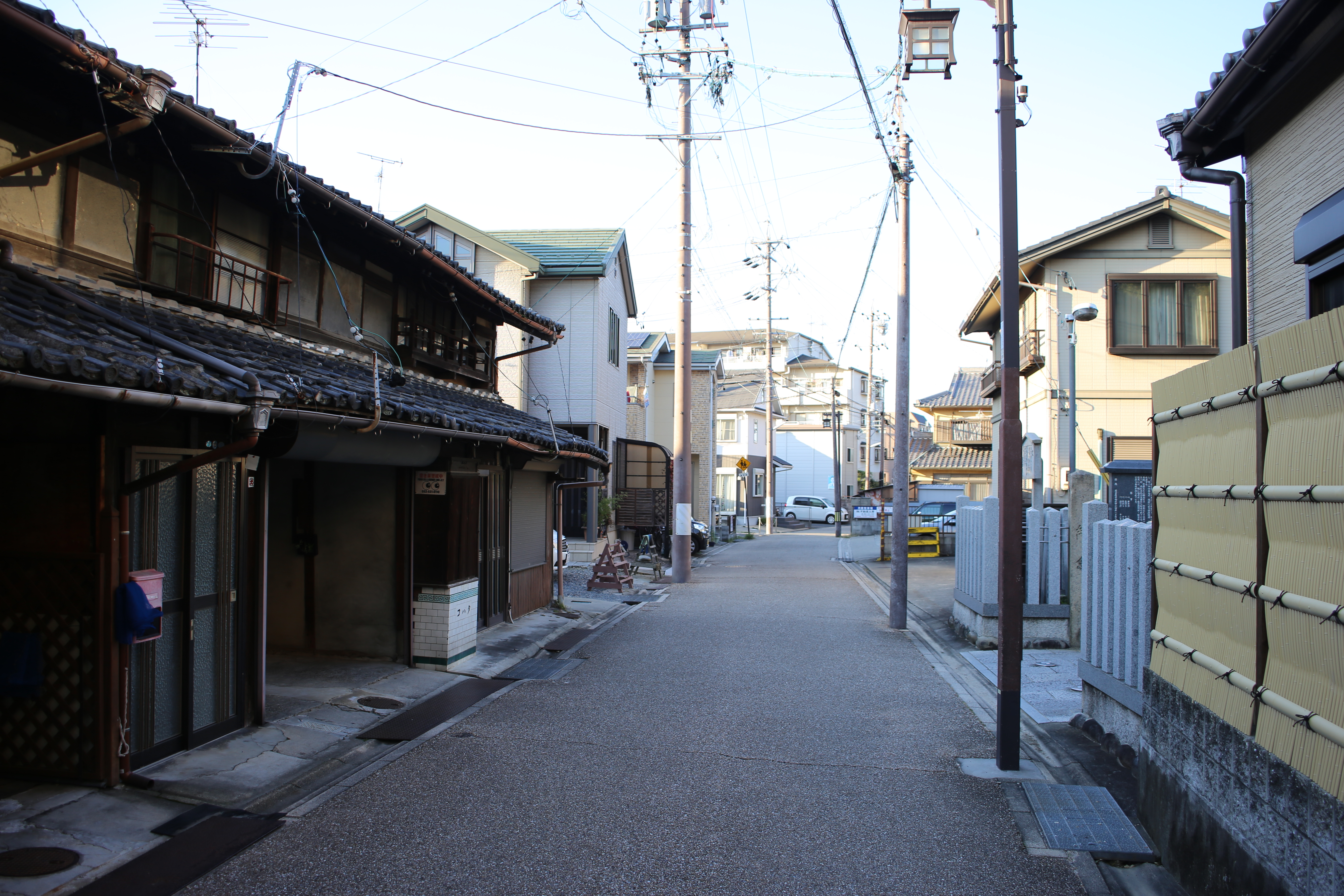
中小田井町並み保存地区
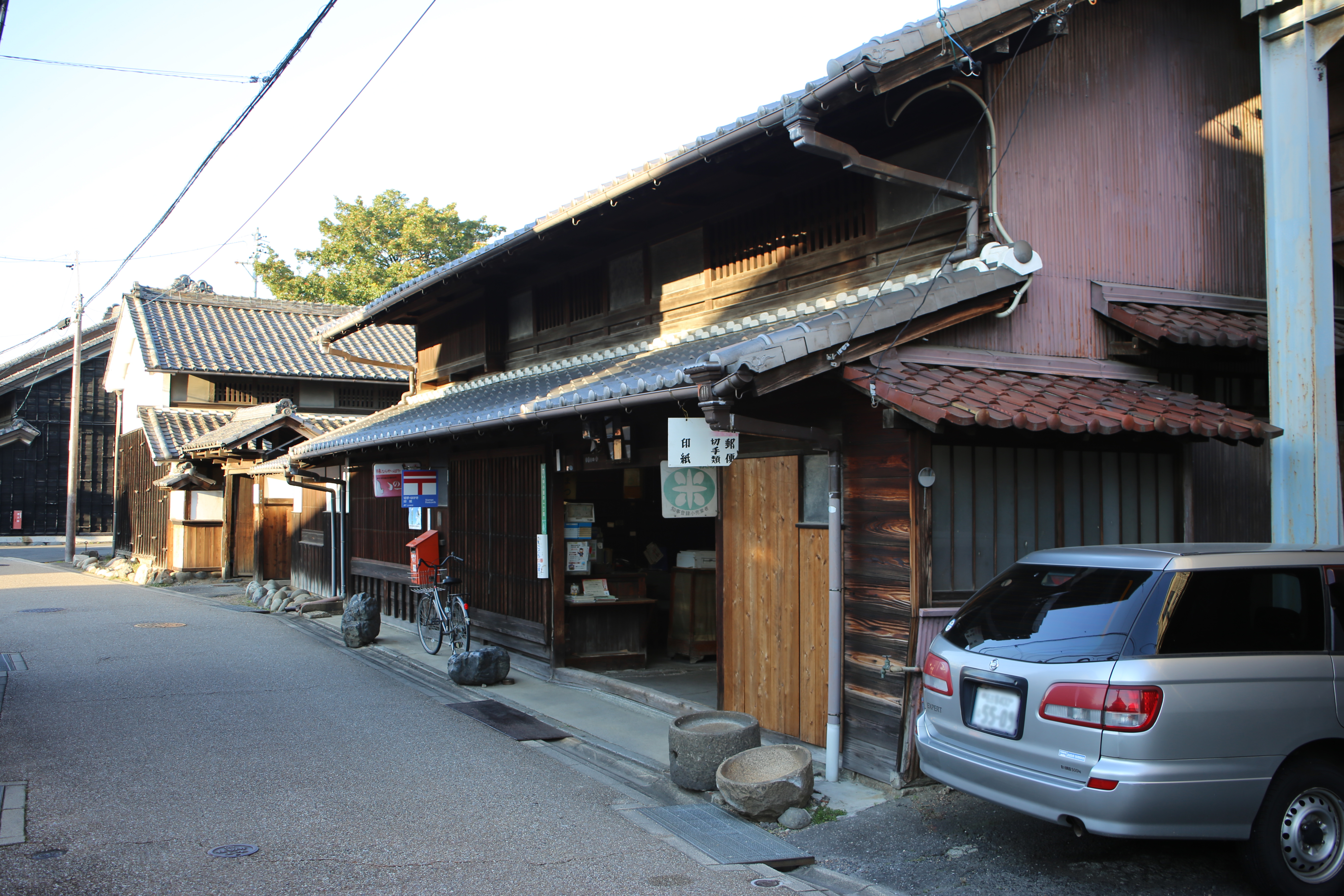
中小田井町並み保存地区内の綿新商店
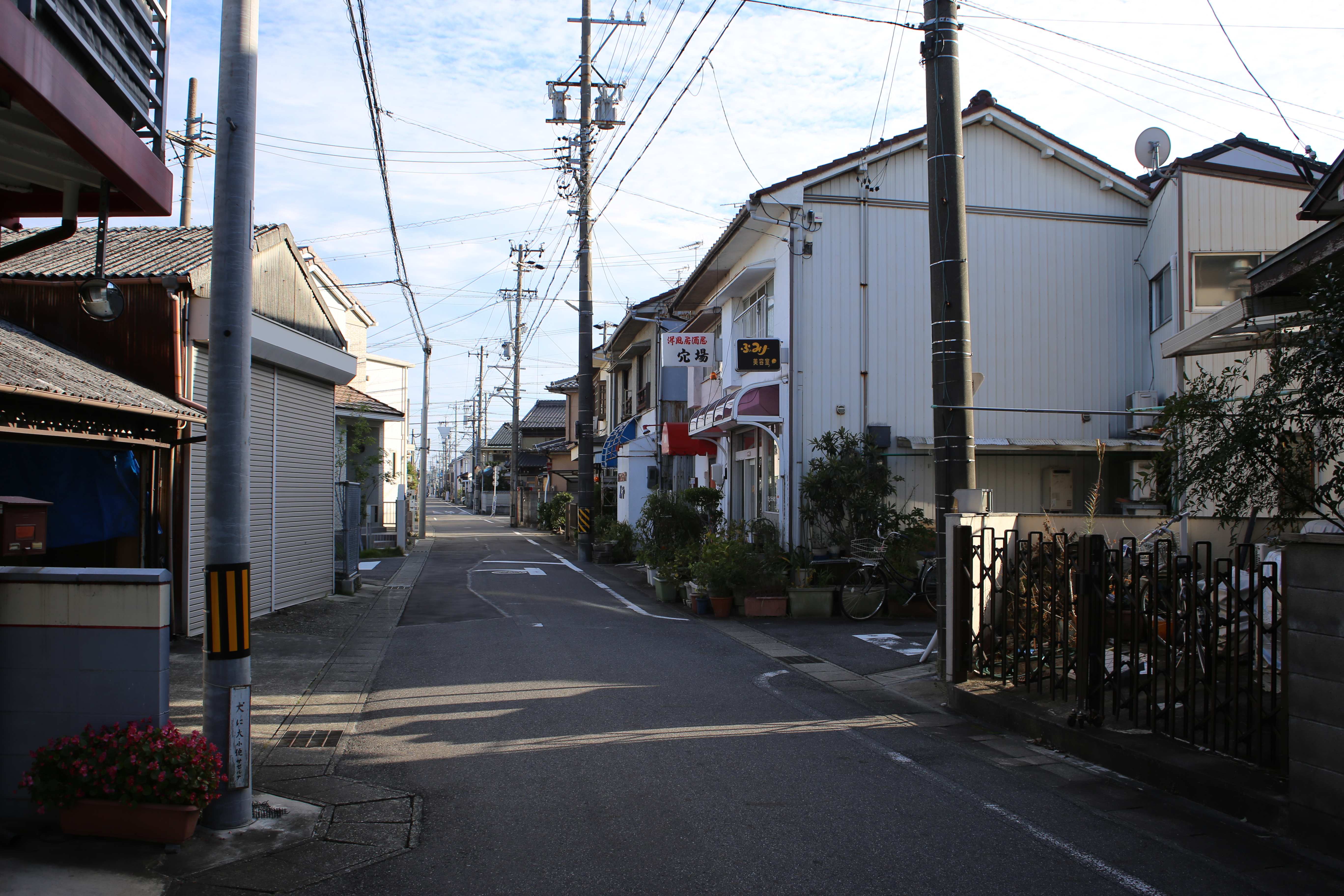
北名古屋市九之坪地区を通る岩倉街道
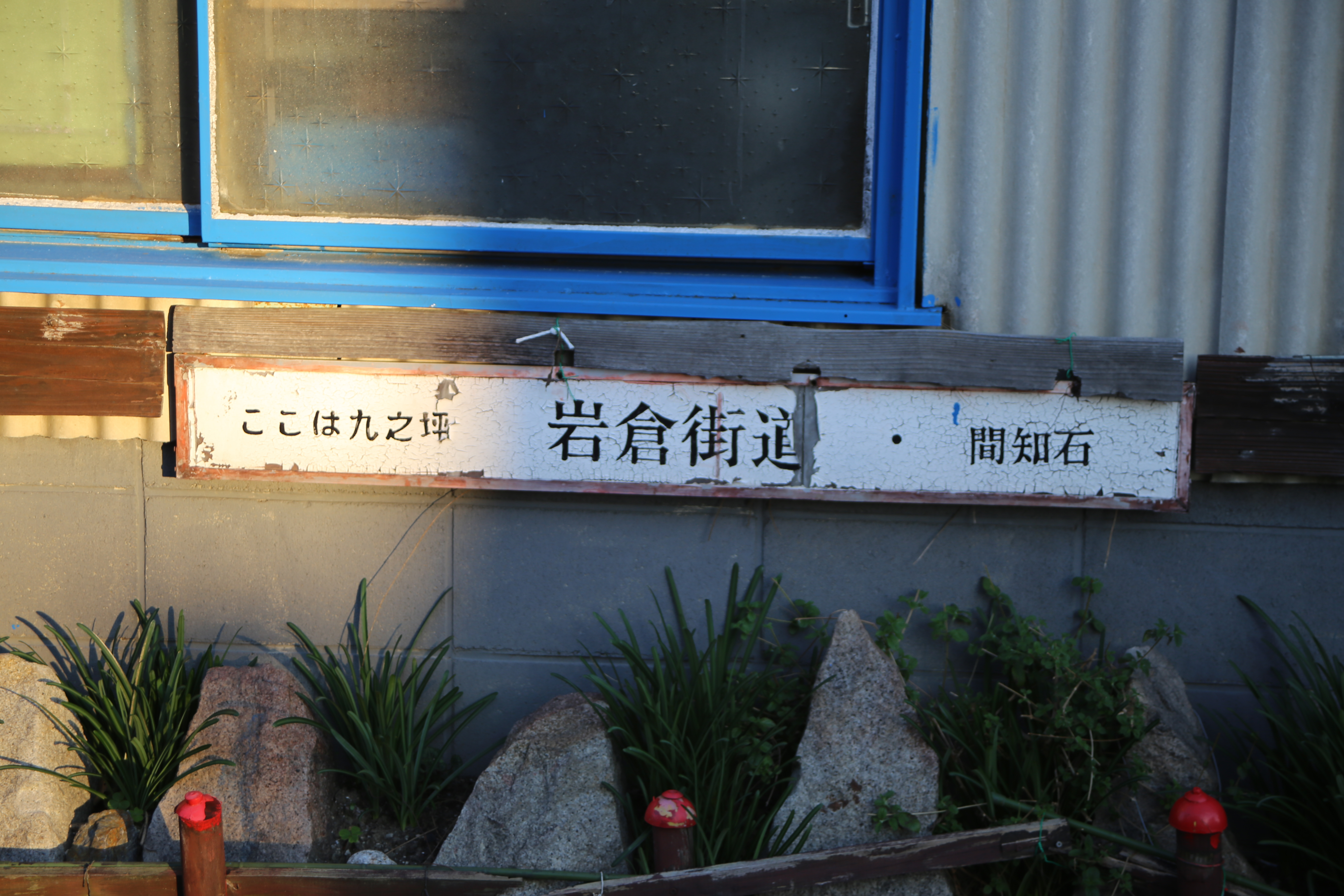
岩倉街道・九之坪地区